# Tache de Fuchs
Pour les articles homonymes, voir Fuchs.
La Tache de Fuchs est une tache noire dans la macula. La maladie a été décrite pour la première fois par l'ophtalmologue Ernst Fuchs.

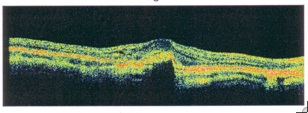
OCT d'une rétine avec une tache de Fuchs de six mois.

## Description
La tache de Fuchs est une maladie dû à une forte myopie. Une hémorragie maculaire survient à la suite d'étirements de la rétine, souvent avec la formation de néovaisseaux, d’où une perte de l’acuité visuelle.

## Symptômes
Les symptômes ressemblent à ceux de la dégénérescence maculaire. Le premier indice est le phénomène que des lignes droites sont perçues ondulées. Seulement après quelques jours ou semaines une tache noire se forme à cet endroit. Après cicatrisation complète la tache peut complètement disparaître, cependant souvent la cicatrice reste pigmentée et l’acuité visuelle basse.

## Traitement
Il n’existe pas de traitement. Seulement en cas de formations de néovaisseaux, on peut traiter, après examen angiographique, par un traitement par laser simple, par thérapie photodynamique/photothérapie dynamique (PDT) ou par injection intra-vitréenne d'anti VEGF. Mais d’une part, les vaisseaux peuvent disparaître spontanément, d’autre part, des récidives peuvent s'observer dans plus de la moitié des cas traités.